# Maxima grupė

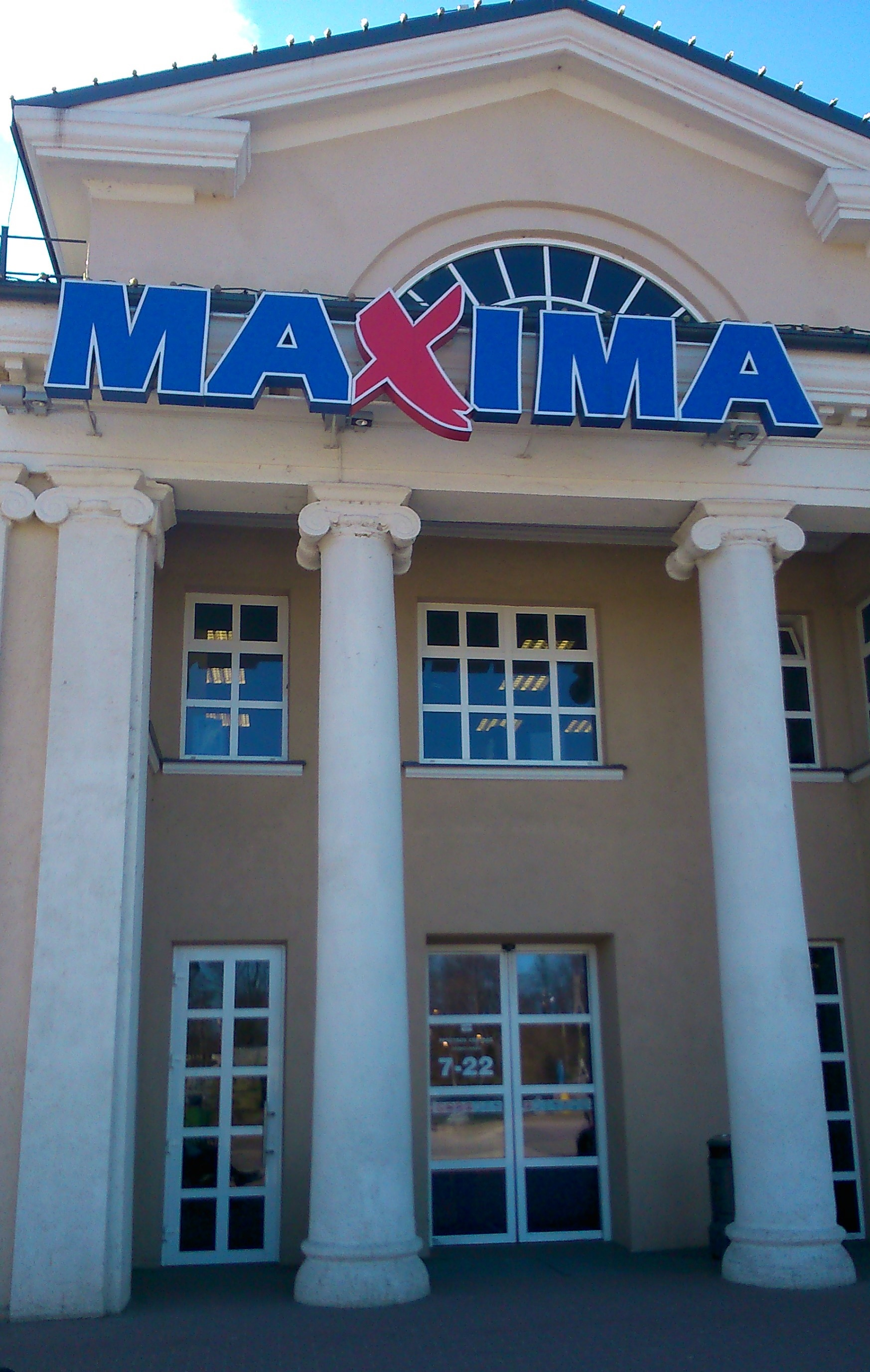
Supermarket in Naujoji Vilnia

Maxima grupė (englisch „Maxima group“) ist ein litauisches Unternehmen, gegründet 1997. Es betreibt 1599 Einkaufszentren (246 in Litauen, 170 in Lettland, 83 in Estland, 976 in Polen, und 124 in Bulgarien, früher auch in Rumänien). „Maxima grupė“ gehört der litauischen Holding „Vilniaus prekyba“. Es gibt 38.000 Mitarbeiter. Der Gruppe gehören die Unternehmen Maxima LT, Maxima Latvija, Maxima Eesti, Maxima Bulgaria und Aldik Nova (Polen).

## Geschichte
2008 betrug der Umsatz 10 Mrd. Litas (2,8 Mrd. Euro). 2013 erzielte man den Umsatz von 2,583 Mrd. Euro. Unter Franchise „Franmax“ betreibt man in Litauen, Lettland, Estland, Rumänien und Bulgarien über 300 Einkaufszentren unter der Bezeichnung „Maxima“, früher auch unter den Marken „Saulutė“, „Saulite“, „T-Market“ und „Albinuta“. Im Oktober 2014 plante man eine Umbenennung von „Maxima grupė“ zu „Franmax“. Die Bezeichnungen „Maxima X“, „Maxima XX“, „Maxima XXX“ stehen für die Größe des jeweiligen Marktes, wobei „XXX“ für die größtmögliche Filiale steht (auch Hyper Maxima genannt). Des Weiteren gibt es in diversen größeren Einkaufszentren in Litauen Maxima Märkte, die unter dem Namen „Maxima Bazė“ firmieren.

## Leitung
- bis 2008: Gintaras Marcinkevičius (* 1969)
- 12.2008–2014: Mindaugas Bagdonavičius (* 1970)
- 06.2014–2016: Neringa Janavičiūtė[4]
- 21.05.2016–2017: Alvydas Šustikas[5]
- 08.02.2017–02.2018: Robertas Čipkus[6]
- 02.2018–04.2019: Dalius Misiūnas[7]
- Seit 05.2019: Jolanta Bivainytė[8]